# Ай (річка)
Ай (рос. Ай, башк. Әй) — річка в Росії, в Челябінській області і Башкортостані, ліва притока Уфи (басейн Ками). Довжина 549 км (із них 271 км у Челябінській області та 278 км в Башкортостані), площа басейну 15 тисяч км². Бере початок на схилах Уралтау, протікає по Південному Уралу і Уфімському плато, де розвинений карст.
Живлення переважно снігове. Середні витрати води біля села Метєлі 80 м³/с. Стік регулюється водосховищами. В басейні річки 177 озер загальною площею 31,7 км². На Аї місто Златоуст.
На річці популярні туристичні сплави. 

## Галерея

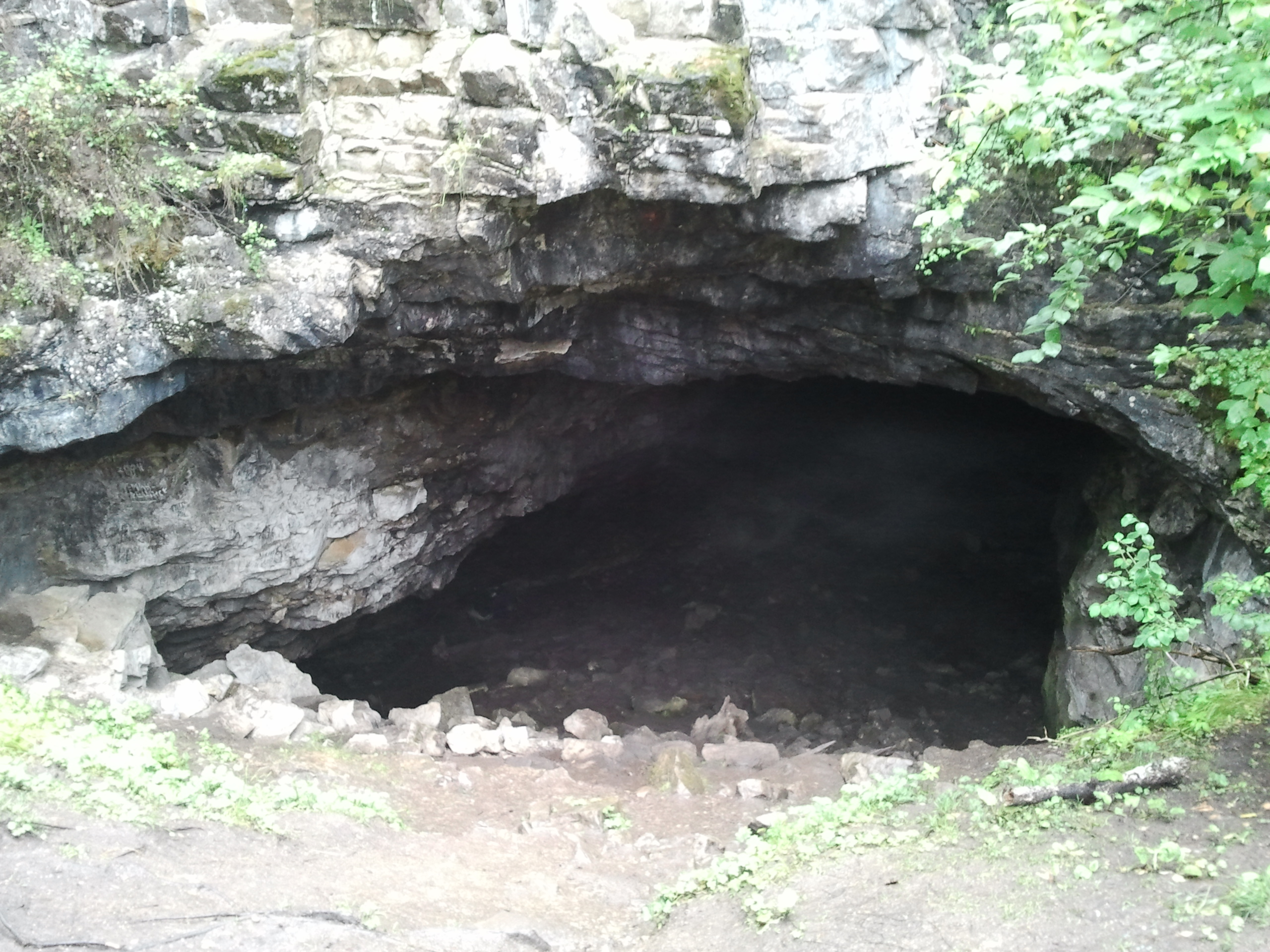
Кургазакська печера поблизу берега річки Ай
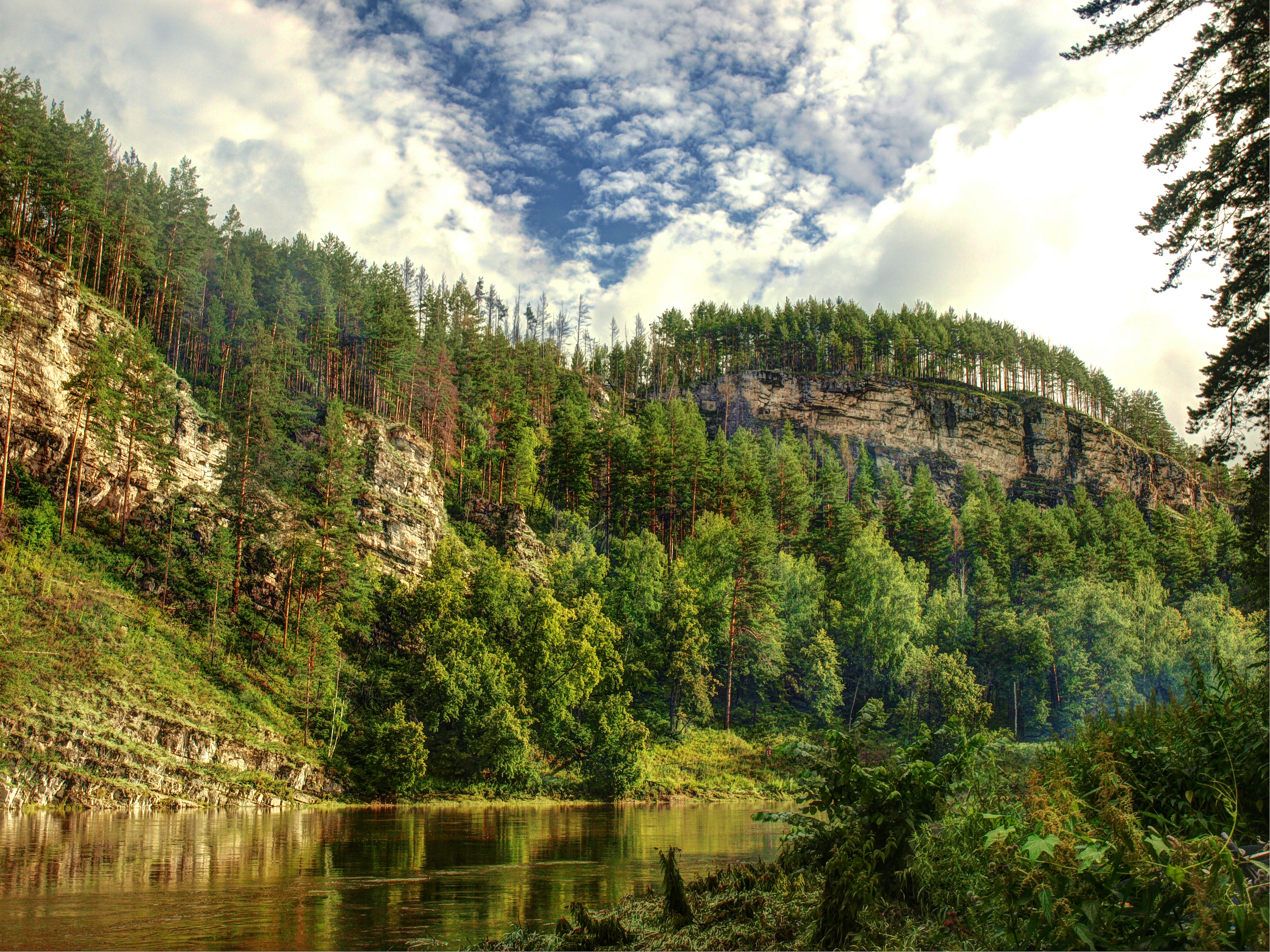
Скелясті береги річки Ай
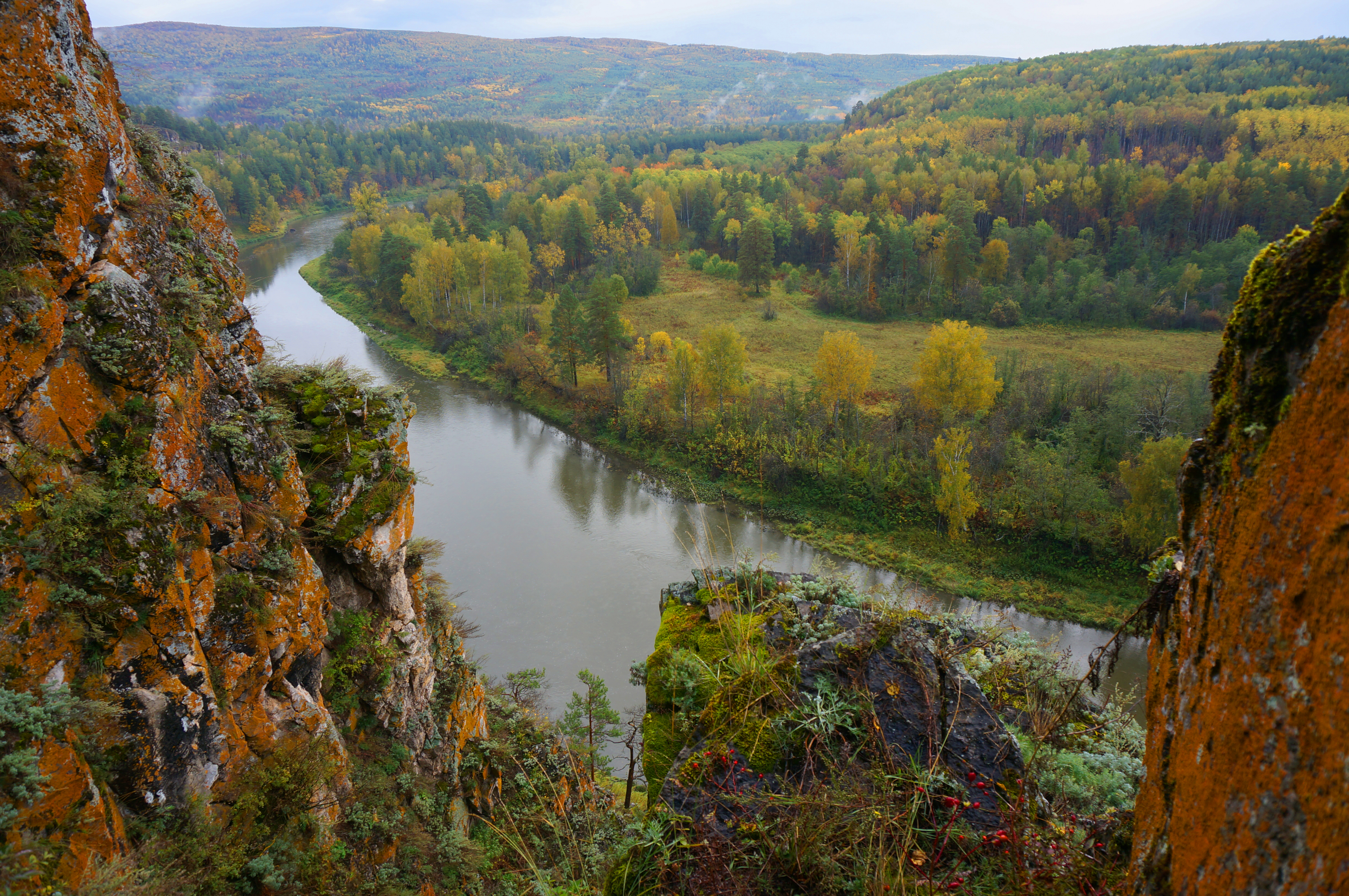
Занозинський закрут (Велика Кривуля)